# Nick Clarence Carter
Pour les articles homonymes, voir Carter.
Cet article possède un paronyme, voir Nick Carter.
Nick Clarence Carter, né le 6 juin 1918 à San Francisco, mort le 25 octobre 1989, est un ancien joueur de tennis américain des années 1940 et 1950.
Il a atteint les huitièmes de finale de l'US Open en 1948 en battant Tom Brown au 3e tour (6-3, 6-4, 6-4) avant de s'incliner contre Bob Falkenburg (8-6, 6-3, 6-4).

## Palmarès
- Masters de Cincinnati : Vainqueur en 1946 en simple et double
- US Open : huitième de finale en 1948, 3e tour en 1947